# Tethina tamaricis
Tethina tamaricis är en tvåvingeart som först beskrevs av Jacques-Marie-Frangile Bigot 1888.  Tethina tamaricis ingår i släktet Tethina och familjen Canacidae.
Artens utbredningsområde är Tunisien. Inga underarter finns listade i Catalogue of Life.